# Father of Peace
Father of Peace est un groupe de musique.
Le groupe n'est pas encore bien classé : rock, indie rock ou métal.

## Histoire
En septembre 2024, sort leur premier album The Year Of Madness. Fred Durst a mis un coup de projecteur[Quand ?] sur leur chanson The land of foreign suns.

## Membres
- Avshalom Ariel (אבשלום אריאל[2]) : guitare et voix
- April Mandil : guitare basse et voix
- Tom Bollig : batterie et voix

- Arrangements : Nir Horowitz

- Mix : Gal Oved